# Missa Sancti Nicolai
De Missa Sancti Nicolai, ook Sint Nicolaasmis, Nikolaimesse of Sechsvierteltaktmesse (Hob. XXII:6), is een in 1772 door Joseph Haydn gecomponeerde mis voor het hof van Prins Nicolaas II Esterházy. De Missa Sancti Nicolai werd op 6 december 1772 in Eisenstadt voor het eerst uitgevoerd.
Haydn schreef in totaal 15 missen (zie Missen van Joseph Haydn). De Missa Sancti Nicolai is de zesde mis die hij componeerde.

## Bestemming
De Missa Sancti Nicolai is in 1772 geschreven voor uitvoering op 6 december van dat jaar, het feest van Sint Nicolaas en de naamdag van Prins Nicolaas Esterházy. De naamdag werd gevierd met de uitvoering van een plechtige mis in de kapel van het prinselijk kasteel. Dit is de enige maal dat bekend is dat Haydn voor deze gelegenheid een mis schreef.

## Ontstaansgeschiedenis
Prins Nikolaus had het verzoek van zijn hofmusici ingewilligd om het – ongebruikelijk langer – verblijf in Esterháza af te breken en terug te keren naar Eisenstadt. De Missa Sancti Nicolai zou mogelijk een blijk van waardering van Haydn hiervoor zijn.
. Als dit inderdaad het geval is geweest dan heeft Haydn de mis in korte tijd geschreven, aangezien hij tot zeker 20 november 1772 in Esterháza verbleef. Dat er met enige haast is gewerkt blijkt uit het feit dat Haydn zijn kopiist Joseph Elßler – ongebruikelijk – bijstond in het uitschrijven van de partijen voor de eerste uitvoering. Ook het gebruik van elementen van de missa brevis-vorm kan op weinig beschikbare tijd wijzen, maar nog meer de herhaling van de muziek van het Kyrie voor het Dona nobis pacem. Aan de andere kant was dit niet ongebruikelijk in missen van Oostenrijkse componisten; uitvoerenden waren gewend aan het niet uitschrijven van de tekst en de muziek en het improviseren voor het Dona nobis pacem .
De noten van het Kyrie en de tekst voor het Dona nobis pacem zijn later toegevoegd aan de vocale partijen; dit is niet door Haydn gedaan, maar wel voor 1782 want deze toevoegingen staan ook in een andere kopie van Elßler en die in overleed in 1782. Haydn volstond met de toevoeging van Dona ut Kyrie ("Dona zoals het Kyrie")
Haydn noteerde zelf in de autograaf een partij voor altviool in het Et incarnatus est en het Benedictus met col basso erna voor het tweede Osanna.
[de aanduiding col basso betekent dat de andere instrumenten geen uitgeschreven partijen hebben maar de volledig uitgeschreven baslijn volgen. Met basso werd overigens niet een contrabas bedoeld, maar de baslijn. Wanneer bij bv. een altviool is aangegeven col basso dan betekent dit dat de altviool de baslijn verdubbelt (van de cello bv.)]

## Compositie
De Missa Sancti Nicolai is een hybride mis, omdat zij karakteristieken van de missa brevis en de missa solemnis heeft. Zoals in een missa brevis zingt het koor tekstdelen van het Credo tegelijk en wordt polyfonie spaarzaam gebruikt, maar in het Kyrie en het Agnus zijn de korte teksten uitvoerig getoonzet als in een missa solemnis.
- Al vanaf het Kyrie is duidelijk dat de Missa Sancti Nicolai een missa pastoralis is: samengesteld metrum in 6/4, een allegretto tempoaanduiding, de ontspannen ritmes, diatonische melodieën, relatief eenvoudige structuren, de toonaard (G groot in plaats van het gebruikelijke C groot) en een orkestratie zonder trompetten en pauken. De muziek loopt als het ware vooruit op de komende Kersttijd[1],[3] met zijn herderlijke klanken; in elk geval klinkt de mis 'milder' dan de andere van Haydn.
- Qua tekstbehandeling neemt Haydn vrijheden in het Gloria in excelsis deo dat tweemaal terugkeert als refrein in het openingsgedeelte. De retorische mogelijkheden van de uitroepen laudamus te, benedicimus te, adoramus te, glorificamus te benut Haydn door de reeks in een stijgende lijn in het glorificamus te tot een climax te laten komen. Het Gratias dat volgt is traditioneel; dezelfde muziek keert terug in het Quaniam en het deel sluit af met een bondige fuga op Amen. Qua opbouw en idioom zou dit Gloria in stijl ook in een missa solemnis op zijn plaats zijn geweest.
- Het Credo opent polyfonisch en gaat dan over in een eenvoudiger helder geheel, met solozang met eenvoudige begeleiding. Gedurende deze solozang wordt de structuur weer complexer, maar Haydn zorgt ervoor dat door herhaling dat elk woord over de Kruisiging goed overkomt bij de luisteraar. Ter afsluiting van het deel keert de complexe polyfonie terug maar ook hier wordt de structuur weer vereenvoudigd voordat het afsluitende Amen klinkt
- Het Sanctus is zoals gebruikelijk – zowel bij de missa brevis als de missa solemnis – een uitgebreid deel waarin de solostemmen prominent zijn.
- Het Benedictus
- Het Agnus Dei vertoont typische Sturm und Drang karakteristieken zoals mineur toonaarden en opgewonden en wringende bewegingen

## Geselecteerde discografie
- Missa Sancti Nicolai, solisten, Choir of the English Concert, The English Concert o.l.v. Trevor Pinnock (samen met de Theresienmesse)(DGG-Archiv Produktion, 437 807-2)
- Missa Sancti Nicolai, solisten, The Choir of Christ Church Cathedral, Oxford en The Academy of Ancient Music o.l.v. Simon Preston (samen met de Missa in honorem BVM en de Missa 'Rorate coeli desuper')(Decca-L'Oiseau-Lyre, 421 478-2)